# Toulak (Iran)
Pour les articles homonymes, voir Toulak.
Toulak (en persan : تولک / Tulak) est une localité en Iran dans le district de Gowavar, dans la province de Kermanchah.
En 2006, sa population était de 154 habitants et de 33 familles.